# Friuli Grave Riesling
Pour les articles homonymes, voir riesling.
Le Friuli Grave Riesling est un vin italien de la région Frioul-Vénétie Julienne doté d'une appellation DOC depuis le 1er octobre 1985. Seuls ont droit à la DOC les vins blancs récoltés à l'intérieur de l'aire de production définie par le décret.

## Caractéristiques organoleptiques
- couleur : jaune paille plus ou moins intense
- odeur : délicate, légèrement aromatique
- saveur : sèche,

Le  Friuli Grave Riesling se déguste à une température comprise entre 8 et 10 °C. Il se boit jeune mais peut se garder 2 – 3 ans.

## Production
Province, saison, volume en hectolitres :
- Pordenone (1990/91) 685,7
- Pordenone (1991/92) 871,27
- Pordenone (1992/93) 2146,79
- Pordenone (1993/94) 2213,74
- Pordenone (1994/95) 2898,31
- Pordenone (1995/96) 1919,43
- Pordenone (1996/97) 2248,61
- Udine (1990/91) 822,82
- Udine (1991/92) 784,41
- Udine (1992/93) 862,4
- Udine (1993/94) 1085,84
- Udine (1994/95) 1126,29
- Udine (1995/96) 845,39
- Udine (1996/97) 1373,89